# David del Puerto
David del Puerto (* 1964 in Madrid) ist ein spanischer Komponist, Gitarrist und Musikpädagoge.

## Leben
Del Puerto studierte Gitarre bei Alberto Potin, Harmonielehre bei Jesús María Corra sowie Komposition bei Francisco Guerrero Marín und Luis de Pablo. Er unterrichtete als Gastdozent und -professor und Konservatorien und Universitäten in Spanien und anderen europäischen Ländern, in Lateinamerika und den USA und ist Professor für Harmonielehre und Musiktheorie an der Escuela Superior de Música Reina Sofía und für Komposition am Centro Superior Katarina Gurska in Madrid sowie bei den internationalen Kursen Música en Compostela.
Das kompositorische Werk del Puertos umfasst mehr als 200 Werke, darunter fünf Opern, sechs Sinfonien, zwei Zarzuelas, ein Ballett, Kantaten, Lieder und Liedzyklen, Instrumentalkonzerte und Stücke für Soloinstrumente, insbesondere für die Gitarre. Seine Kompositionen wurden von namhaften europäischen Orchestern, Musikensembles und Solisten aufgeführt und auf mehr als vierzig CDs aufgenommen. Seine Gitarrenwerke spielten u. a. Pablo Sáinz Villegas, Anton Baranov, Jeremy Bass, Eugenio Tobalina, Miguel Trápaga, Javier Riba, Laura Verdugo del Rey, Eduardo Inestal, José Luis Morillas, Wolfgang Weigel, Eduardo Fernández, Oren Fader, Siegfried Steinkögler, Deion Cho,  Gabriel Estarellas, José Luis Ruiz del Puerto, Sara Guerrero, Rubén Parejo und Michel Pérez Rizzi.
2009 gründete del Puerto mit dem Akkordeonisten Ángel Luis Castaño das Duo rejoice!, für das er u. a. Sobre la noche (aufgeführt 2008 mit der Sopranistin Carmen Gurriarán), Carmen replay (aufgeführt 2010 mit der Sopranistin Laia Falcón, der Compañía Nacional de Danza mit dem Choreographen Tony Fabre und Videos von Luca Scarzella) und Caro Domenico (2013) komponierte. Außerdem spielte er als Gitarrist eigene Werke u. a. mit dem Orquesta de Cadaqués, dem Orquesta y Coro Nacionales de España, dem Ensemble Lilith, dem Plural Ensemble, der Grup Instrumental de València und dem Conjunto Matritum.
Mit einem Konzert für Oboe und Kammerorchester gewann del Puerto 1993 den Gaudeamus-Preis in Amsterdam und den El Ojo Crítico von Radio Nacional de España. 1999–2000 war del Puerto Composer in Residence des Joven Orquesta Nacional de España, für das er die Werke Mito und Fantasía segunda komponierte. 2005 wurde er mit dem Premio Nacional de Música ausgezeichnet. Aus seiner Arbeit als Composer in Residence des Orquesta y Coro Nacionales de España und des Centro Nacional de Difusión Musical 2011–12 entstand im Rahmen des pädagogischen Projekts Todos creamos das Bühnenwerk Simbiosis, das 2012 im Auditorio Nacional de Música aufgeführt wurde. Für das Album David del Puerto: Guitar Sonatas, played by Jeremy Bass erhielten er und der Gitarrist Jeremy Bass 2020 den Orpheus Music Award.